# Eodelphis
L'eodelfide (gen. Eodelphis) è un mammifero marsupiale estinto, vissuto nel Cretaceo superiore (circa 75 milioni di anni fa). I suoi resti sono stati rinvenuti in Alberta (Canada) e in Montana (USA).

## Un marsupiale dalla dentatura specializzata
Questo piccolo animale è spesso considerato uno dei marsupiali più antichi; di certo possedeva già una dentatura specializzata, adatta a triturare e indicativa di una dieta carnivora. La forma e le dimensioni dell'eodelfide ricordavano quelle dell'attuale opossum (Didelphis virginiana), ed è per questo che, a volte, gli opossum vengono erroneamente considerati fossili viventi (il nome Eodelphis significa appunto "opossum dell'aurora"). In ogni caso, con un peso stimato di più di mezzo chilogrammo, l'eodelfide doveva essere un mammifero mesozoico di taglia notevole rispetto ai suoi contemporanei.

## Specie e classificazione
Dell'eodelfide sono note due specie: Eodelphis browni e la più evoluta E. cutleri. Entrambe le specie provengono da strati del Campaniano presenti nel Dinosaur Provincial Park e nella Judith River Formation. Si suppone che E. cutleri possa aver dato origine a Didelphodon, di taglia maggiore e dalle specializzazioni più marcate. Questi animali fanno parte della famiglia degli stagodontidi (Stagodontidae), marsupiali mesozoici ritenuti da alcuni scienziati predatori acquatici.